# جورج قاولد
جورج قاولد (بالإنجليزية: George Gould)‏ هو فلاح نيوزيلندي، ولد في 6 أبريل 1865، وتوفي في 26 مايو 1941.